# NK Radnik Josipovac
Nogometni klub Radnik Josipovac hrvatski je nogometni klub iz Josipovca kraj Osijeka. 
U sezoni 2025./26. natječe se u 2. ŽNL Osječko-baranjskoj.

## Vanjske poveznice
- Profil,  HNS Semafor